# Supercoppa del Belgio 1998
La Supercoppa del Belgio 1998 (in francese Supercoupe de Belgique, in fiammingo Belgische Supercup) è stata la 19ª edizione della Supercoppa del Belgio di calcio.
La partita fu disputata dal Club Bruges, vincitore del campionato, e dal Genk, vincitore della coppa.
L'incontro si giocò il 8 agosto 1998 allo Stadio Jan Breydel di Bruges e vide la vittoria del Club Bruges, al suo nono titolo.

## Tabellino
| Arbitro: | Éric Blareau |

|                            |           |            |
| De Brul 19’ Schockaert 71’ | Marcatori | 78’ Oulare |